# Brevantennia herrmanni
Brevantennia herrmanni is een vlinder uit de familie zakjesdragers (Psychidae). De wetenschappelijke naam van deze soort is voor het eerst geldig gepubliceerd in 1996 door Weidlich.
De soort komt voor in Europa.